# Râul Ceptura
Râul Ceptura este un curs de apă situat în județul Prahova, România, cunoscut și sub denumirea de Ceptureanca. Acesta traversează localitatea Ceptura de Jos și se varsă în râul Vedița. 
Numele "Ceptura" are legături cu activitatea viticolă din zonă. O teorie sugerează că denumirea provine de la "tura" pe care o făceau bărbații la "cepul" butoiului, în contextul în care vinul se vindea direct din butoaie la drumul mare.
O altă interpretare indică faptul că "ceptură" ar putea însemna "deal" sau "versant abrupt", reflectând caracteristicile geografice ale regiunii.
Zona traversată de râul Ceptura este renumită pentru tradiția viticolă, fiind parte a podgoriei Dealu Mare, una dintre cele mai importante regiuni viticole din România. Aceasta se întinde pe o lungime de aproximativ 65 de kilometri și o lățime între 3 și 12 kilometri, acoperind o suprafață de aproape 15.000 de hectare de viță de vie. Existența viilor în această regiune este atestată de săpături arheologice și toponimie, indicând o tradiție viticolă ce datează din secolele XIV și XV. 
În proximitatea râului Ceptura, la Ceptura de Jos, a fost identificat un tumul situat la 780 de metri nord de DN 1B și la 470 de metri vest de râul Ceptureanca, evidențiind importanța arheologică a zonei. 